# Gonomyia (Leiponeura) toraja
Gonomyia (Leiponeura) toraja is een tweevleugelige uit de familie steltmuggen (Limoniidae). De soort komt voor in het Oriëntaals gebied.